# Nationalparks in Dänemark
In Dänemark gibt es fünf Nationalparks. Das dänische Nationalparkprogramm ist noch relativ jung. Der erste Nationalpark wurde 2008 in Thy eingerichtet. Die Ausweisung weiterer Nationalparks ist geplant. Die Errichtung des Nationalparks Skjern Å wurde 2012 aufgegeben.
Die dänischen Nationalparks werden von der Naturbehörde im Umweltministerium verwaltet.
Darüber hinaus existiert im zum Königreich Dänemark gehörenden Grönland seit 1974 der Nordost-Grönland-Nationalpark. 
| \| \| |
|       |

|  |

| \| \| |
|       |

|  |

| \| \| |
|       |

|  |

| \| \| |
|       |

|  |

| \| \| |
|       |

|  |

| \| \| |
|       |

|  |